# Biberbach (Bajorország)
Biberbach település Németországban, azon belül Bajorországban. Lakosainak száma 3536 fő (2023. december 31.).

## Népesség
A település népessége az elmúlt években az alábbi módon változott:
| Lakosok száma | 553  | 1345 | 1228 | 3361 | 3418 | 3436 | 3444 | 3522 | 3549 | 3536 |
|               | 1875 | 1950 | 1975 | 2010 | 2012 | 2013 | 2015 | 2017 | 2021 | 2023 |